# Viktor Manakov (cyclisme, 1992)
Pour les articles homonymes, voir Viktor Manakov.
Viktor Manakov (né le 9 juin 1992 à Saint-Pétersbourg) est un coureur cycliste russe, spécialiste de la piste.
Viktor Manakov est le fils de deux anciens cyclistes, Jolanta Polikevičiūtė et Viktor Manakov.

## Biographie
Viktor Manakov naît le 9 juin 1992, à Saint-Pétersbourg en Russie.
En 2009, associé à Konstantin Kuperasov, Ivan Savitskiy et Matvey Zubov, Viktor Manakov devient à la fois champion d'Europe ainsi que champion du monde de poursuite par équipes juniors (17-18 ans). Lors du titre mondial, le quatuor russe réalise en 4 min 04 s 448 un nouveau record du monde junior de la distance. En 2010, il devient champion d'Europe de poursuite juniors et en 2012, il remporte deux nouveaux titres : le championnat d'Europe de l'omnium espoirs et le championnat d'Europe de poursuite par équipes espoirs, avec Matvey Zubov, Nikolay Zhurkin et Ivan Savitskiy. C'est en 2012 qu'il entre dans l'équipe RusVelo.
En 2013, Manakov devient champion d'Europe de l'omnium. En outre, il remporte deux titres nationaux, l'omnium et l'américaine (avec Ivan Savitsky). Lors des championnats du monde sur piste 2014 de Cali, il remporte la médaille de bronze de l'omnium.
En 2014, il entre dans l'équipe Itera-Katusha. En 2015, il court pour Leopard Development.

## Palmarès sur route et classements mondiaux

### Par années
- 2009[2]
  - 2e étape du Tour de Lorraine juniors
- 2010
  - 1rea étape de la Coupe du Président de la Ville de Grudziadz (contre-la-montre par équipes)
- 2012
  - 5e étape du Grand Prix d'Adyguée
- 2013
  - 2e du championnat de Russie du contre-la-montre espoirs
- 2019
  - 3eb étape du Tour du Costa Rica (contre-la-montre par équipes)
- 2020
  - 3e du championnat de Russie du contre-la-montre

### Classements mondiaux
| Année                                 | 2011 | 2012 | 2013 | 2014 | 2015 | 2016  | 2017  | 2018  | 2019  | 2020 | 2021  |
| ------------------------------------- | ---- | ---- | ---- | ---- | ---- | ----- | ----- | ----- | ----- | ---- | ----- |
| Classement mondial                    |      |      |      |      |      | 2614e | 2942e | 1044e | 3110e | 887e | 2718e |
| UCI Europe Tour                       | 703e | 903e | 754e | 782e | 675e | 1762e | 1905e | 649e  | 1914e | 702e | 1774e |
|                                       |      |      |      |      |      |       |       |       |       |      |       |
| Légende : nc = non classéSource : UCI |      |      |      |      |      |       |       |       |       |      |       |

## Palmarès sur piste

### Championnats du monde
- Copenhague 2010
  - 7e de la poursuite par équipes
  - 13e de l'omnium
- Apeldoorn 2011
  - 5e de la poursuite individuelle
- Cali 2014
  -  Médaillé de bronze de l'omnium
- Saint-Quentin-en-Yvelines 2015
  - 9e de l'omnium
- Londres 2016
  - 11e de l'omnium
- Hong Kong 2017
  - 7e de la poursuite par équipes[3]
  - 16e de l'omnium[4]
- Pruszków 2019
  - 16e de l'américaine

### Championnats du monde juniors
- Moscou 2009
  -  Champion du monde de la poursuite par équipes juniors (avec Konstantin Kuperasov, Matvey Zubov et Ivan Savitskiy)
- Montichiari 2010
  -  Médaillé de bronze de la poursuite juniors

### Coupe du monde
- 2015-2016
  - 1er de l'omnium à Cali
- 2016-2017
  - 3e de l'américaine à Cali

### Championnats d'Europe
| Juniors et espoirs - Saint-Pétersbourg 2010 - Champion d'Europe de poursuite juniors - Médaillé de bronze de l'omnium juniors - Anadia 2012 - Champion d'Europe de l'omnium espoirs - Champion d'Europe de poursuite par équipes espoirs (avec Matvey Zubov, Nikolay Zhurkin et Ivan Savitskiy) - Anadia 2014 - Médaillé d'argent de l'omnium espoirs - Médaillé d'argent de la poursuite par équipes espoirs | Élites - Apeldoorn 2011 - Médaillé de bronze de la poursuite par équipes - Apeldoorn 2013 - Champion d'Europe de l'omnium |

### Championnats de Russie
| - 2013 - Champion de Russie de l'omnium - Champion de Russie de l'américaine (avec Ivan Savitskiy) - 2e de la poursuite par équipes - 2018 - 3e de l'américaine | - 2019 - 2e de la course aux points - 3e de l'américaine - 2021 - 3e de l'américaine |